# بررسی مجله لنست از تلفات جنگ عراق
لنست، یکی از قدیمی‌ترین مجلات علمی پزشکی در جهان، دو مطالعه بررسی شده دربارهٔ تأثیر حمله سال ۲۰۰۳ به عراق و اشغال متعاقب آن بر میزان مرگ و میر عراق منتشر کرد. اولین در سال ۲۰۰۴ منتشر شد. دوم (توسط بسیاری از همان نویسندگان) در سال ۲۰۰۶. این مطالعات تعداد مرگ و میرهای اضافی ناشی از اشغال را، هم به صورت مستقیم (مبارزان به علاوه غیر رزمندگان) و هم غیرمستقیم (به دلیل افزایش بی قانونی، زیرساخت‌های تخریب شده، مراقبت‌های بهداشتی ضعیف و غیره) تخمین می‌زند)

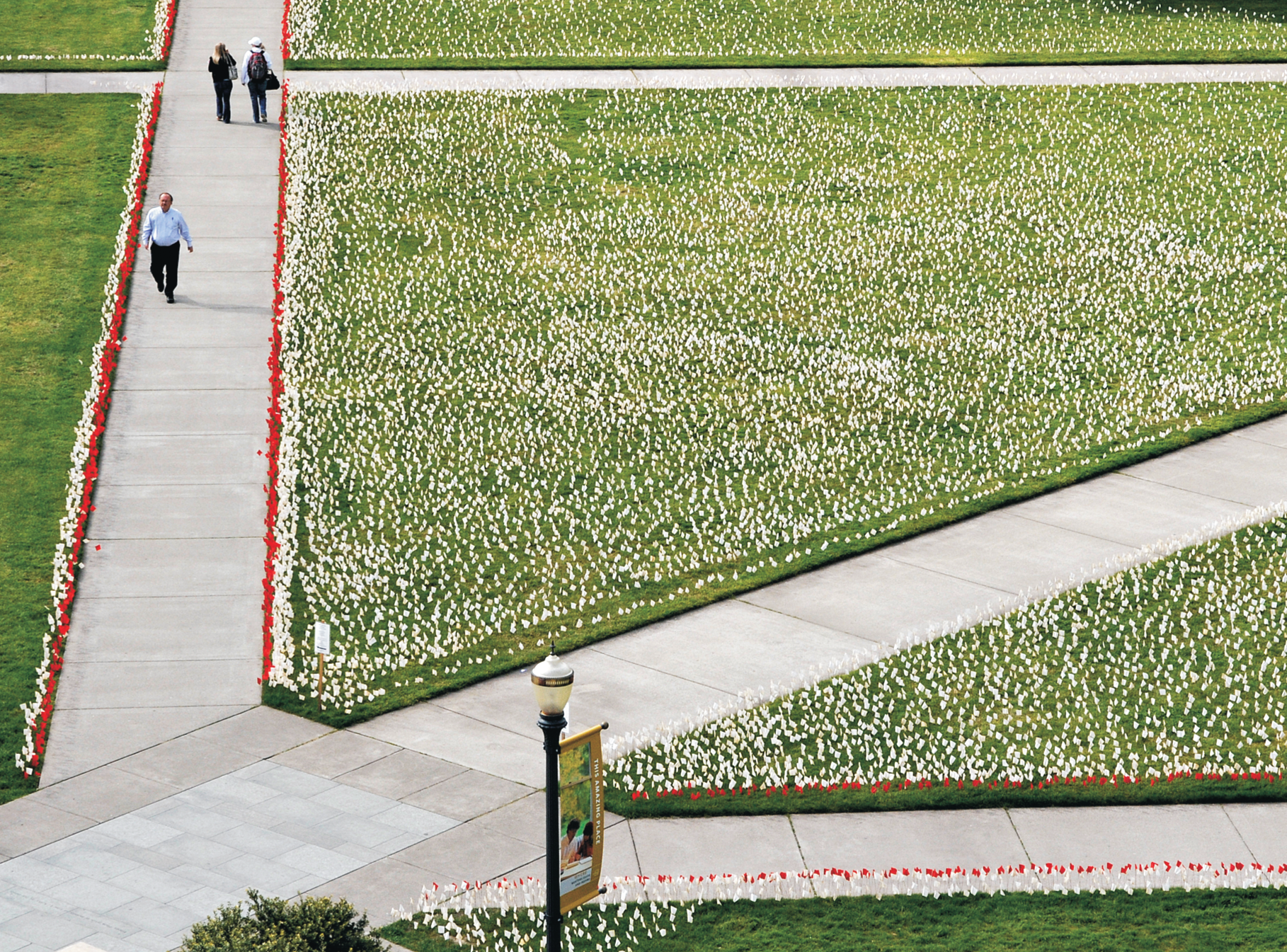
پرچم‌های سفید و قرمز، نشان‌دهنده مرگ‌های عراقی و آمریکایی، در محوطه چمن کتابخانه دره در محوطه کوروالیس، دانشگاه ایالتی اورگان در دانشگاه ایالتی اورگان قرار دارند. به عنوان بخشی از نمایشگاه مسافرتی شمارش بدن عراق (که به پروژه شمارش بدن عراق مربوط نمی‌شود) هدف پرچم‌ها «افزایش آگاهی از هزینه‌های انسانی جنگ عراق» است. این نمایشگاه از لنست به عنوان منبع اصلی خود استفاده می‌کند.

اولین نظرسنجی که در ۲۹ اکتبر ۲۰۰۴ منتشر شد، ۹۸۰۰۰ کشته اضافی عراقی (با دامنه۸۰۰۰ تا ۱۹۴۰۰۰، با استفاده از فاصله اطمینان 95% (CI)) را از تهاجم سال ۲۰۰۳ و اشغال متعاقب عراق تا آن زمان تخمین زد. حدود ۵۰ درصد بیشتر از میزان مرگ و میر قبل از حمله است. نویسندگان این را به عنوان یک تخمین محافظه کارانه توصیف کردند، زیرا داده‌های آماری بسیار دور از فلوجه را کنار گذاشت. اگر خوشه فلوجه گنجانده شود، تخمین مرگ و میر نسبت به نرخ‌های قبل از حمله به ۱۵۰٪ افزایش می‌یابد(۹۵٪ فاصله اطمینان: ۱٫۶ تا ۴٫۲)
نظرسنجی دوم که در ۱۱ اکتبر ۲۰۰۶ منتشر شد، ۶۵۴۹۶۵ مرگ اضافی مربوط به جنگ یا ۲٫۵٪ از جمعیت را تا پایان ژوئن۲۰۰۶ تخمین زد. مطالعه جدید روش‌های مشابهی را اعمال کرد و شامل نظرسنجی‌هایی بین ۲۰مه و ۱۰ژوئیه ۲۰۰۶ بود. تعداد بیشتری از خانوارها مورد بررسی قرار گرفتند، که باعث شد فاصله اطمینان ۹۵٪ بین ۳۹۲٬۹۷۹ تا ۹۴۲٬۶۳۶ مرگ و میر اضافی عراقی وجود داشته باشد. ۶۰۱٬۰۲۷ مرگ (محدوده ۴۲۶٬۳۶۹ تا ۷۹۳٬۶۶۳ با استفاده از فاصله اطمینان ۹۵٪) به دلیل خشونت بود. ۳۱ درصد (۱۸۶۳۱۸) از این افراد به ائتلاف تحت رهبری ایالات متحده، ۲۴ درصد (۱۴۴٬۲۴۶) به دیگران و ۴۶ درصد (۲۷۶٬۴۷۲) ناشناخته نسبت داده شده‌اند. علل مرگ‌های خشونت‌آمیز تیراندازی (۵۶٪ یا ۳۳۶۵۷۵)، بمب‌گذاری در خودرو (۱۳٪ یا ۷۸۱۳۳)، سایر انفجارها / مهمات (۱۴٪)، حمله هوایی (۱۳٪ یا ۷۸٬۱۳۳)، تصادف (۲٪ یا ۱۲٬۰۲۰)، و ناشناخته (۲٪).
برآوردهای مرگ و میر در بررسی‌های لنست بیشتر از چندین گزارش دیگر، از جمله گزارش‌های وزارت بهداشت عراق و سازمان ملل متحد، و همچنین بررسی‌های دیگر خانواده‌ها مانند بررسی شرایط زندگی عراق و بررسی سلامت خانواده عراق است. بررسی ORB در سال ۲۰۰۷ از تلفات جنگ عراق تلفات بیشتری را نسبت به لنست تخمین زد، اگرچه دوره طولانی تری از درگیری را پوشش داد. نظرسنجی‌های لنست انتقاد و ناباوری را از سوی برخی از روزنامه نگاران، دولت‌ها، پروژه شمارش بدن عراق، برخی اپیدمیولوژیست‌ها و آمارشناسان و دیگران برانگیخته است، اما از سوی برخی روزنامه نگاران، دولت‌ها، اپیدمیولوژیست‌ها و آمارشناسان نیز حمایت شده است.

## اولین مطالعه (۲۰۰۴)
این نظرسنجی توسط مرکز بین‌المللی مطالعات بلایای اضطراری و پناهندگان، دانشکده بهداشت عمومی جانز هاپکینز بلومبرگ، بالتیمور، MD، ایالات متحده (نویسندگان کیلبرت بارنهام و دیوید رابرتز) و گروه پزشکی اجتماعی، دانشکده پزشکی، حمایت شده است. دانشگاه المستنصریه، بغداد، عراق. تیم رابرتز به دلیل تجربه آنها در تخمین مرگ و میر کل در مناطق جنگی انتخاب شد، برای مثال تخمین او از ۱٫۷ میلیون مرگ در اثر جنگ در کنگو که نه تنها با استقبال گسترده روبرو شد و در سال۲۰۰۰ با چالشی مواجه نشد اما نتیجه شد و در قطعنامه شورای امنیت سازمان ملل استناد شد که تمام ارتش‌های خارجی باید کنگو را ترک کنند، درخواست سازمان ملل برای کمک ۱۴۰ میلیون دلاری، و وزارت خارجه ایالات متحده متعهد به کمک ۱۰ میلیون دلاری اضافی. مطالعات مشابه به صورت غیر انتقادی به عنوان برآورد مرگ و میر زمان جنگ در دارفور و بوسنی پذیرفته شده است.
روش معمول رابرتز تخمین مرگ و میر کل با نظرسنجی‌های شخصی نمونه ای از خانوارهای منطقه مورد مطالعه است. این روش به منظور اجتناب از کم‌شماری ذاتی استفاده از مرگ‌های گزارش‌شده در مناطقی به‌قدری آشفته که بسیاری از مرگ‌ها گزارش نمی‌شوند،انتخاب شده است، و شامل آن مرگ‌هایی می‌شود که مستقیماً به خشونت نسبت داده نمی‌شوند، اما با این وجود نتیجه درگیری از طریق ابزارهای غیرمستقیم، مانند به عنوان آلودگی منبع آب یا عدم دسترسی به مراقبت‌های پزشکی. میزان مرگ و میر پایه محاسبه‌شده از گزارش‌های مصاحبه‌شوندگان برای دوره قبل از درگیری، از میزان گزارش‌شده در طول درگیری کم می‌شود تا میزان مرگ و میر اضافی که ممکن است به‌طور مستقیم یا غیرمستقیم به وجود درگیری نسبت داده شود، برآورد شود. این تکنیک در بررسی‌های قبلی مرگ و میر که در بالا مورد بحث قرار گرفت به‌طور غیر انتقادی پذیرفته شده است.
به دلیل غیرعملی بودن انجام یک بررسی توزیع شده یکنواخت، به‌ویژه درطول جنگ، نظرسنجی‌های رابرتز از «نمونه‌گیری خوشه‌ای» استفاده می‌کند و منطقه را به تعدادی منطقه به‌طور تصادفی انتخاب شده و تقریباً مساوی با جمعیت تقسیم می‌کند. یک نقطه تصادفی در هر منطقه انتخاب می‌شود و تعداد ثابتی از نزدیکترین خانوارها به آن نقطه به عنوان یک «خوشه» بررسی می‌شوند. اگرچه به اندازه یک نظرسنجی توزیع شده یکسان از همان تعداد خانوار دقیق نیست، این روش دقیق تر از بررسی صرف یک خانوار برای هر نقطه انتخاب شده است.
رابرتز در مطالعه خود در مورد عراق، کشور را به ۳۳منطقه تقسیم کرد و سعی کرد ۳۰خانوار را برای هر خوشه نمونه برداری کند و ۹۸۸ خانوار را با ۷۸۶۸ ساکن انتخاب کرد. در سپتامبر ۲۰۰۴، از ژانویه ۲۰۰۲، هر خانوار مورد بررسی در مورد ترکیب خانوار، تولدها و مرگ و میرها مصاحبه شد. از ۷۸ خانواری که پس از پایان مصاحبه از اعضای آنها خواسته شد تا اسنادی را برای تأیید ادعای خود نشان دهند، ۶۳ خانواده توانستند گواهی فوت ارائه کنند. به گفته نویسندگان، ۵ (۰٫۵٪) از ۹۸۸ خانواری که به‌طور تصادفی برای بررسی انتخاب شدند، از مصاحبه خودداری کردند.
خطر نسبی مرگ ناشی از تهاجم و اشغال سال۲۰۰۳ با مقایسه مرگ و میر در۱۷٫۸ماه پس از تهاجم با ۱۴٫۶ماه قبل از آن برآورد شد. نویسندگان گفتند: «با فرضیات محافظه کارانه، ما فکر می‌کنیم که از زمان حمله به عراق در سال۲۰۰۳، حدود۱۰۰۰۰۰ مرگ بیش از حد یا بیشتر اتفاق افتاده است.» از جمله «فرض‌های محافظه‌کارانه» حذف داده‌های فلوجه در بسیاری از یافته‌های آن است. از آنجایی که تفسیر نتایج مطالعه با گنجاندن یک خوشه دورتر در فلوجه پیچیده می‌شود، جایی که نبردهای سنگین تلفات بسیار بیشتری نسبت به سایر نقاط عراق داشت، مطالعه عمدتاً بر روی نتایجی متمرکز شد که خوشه فلوجه را حذف کرد. در حالی که نویسندگان استدلال کردند که گنجاندن خوشه فلوجه می‌تواند به عنوان بخشی عادی از استراتژی نمونه‌گیری توجیه شود (نویسندگان خاطرنشان کردند که سایر «نقاط داغ» مانند نجف مورد بررسی قرار نگرفته بودند)، و نویسندگان دو مجموعه از نتایج را در برخی موارد ارائه کردند. (یک مجموعه شامل داده‌های فلوجه و یکی نه)، مقاله، و بیشتر پوشش مطبوعاتی مقاله، بر داده‌هایی تأکید می‌کند که خوشه فلوجه را حذف می‌کند.
بحث اصلی در رسانه‌ها در ایالات متحده و بریتانیا بر این موضوع متمرکز بود که آیا ۹۸۰۰۰(۹۵٪ فاصله اطمینان (CI): 8000-194000) عراقی بیشتر در نتیجه مداخله ائتلاف جان خود را از دست داده‌اند یا خیر، که بر اساس برآورد آنها از افزایش مرگ و میر ۱٫۵برابر محاسبه شده است. نرخ قبل از جنگ (به استثنای داده‌های فلوجه). اگر نمونه فلوجه گنجانده شده بود، تخمین نظرسنجی مبنی بر اینکه نرخ مرگ و میر از زمان تهاجم حدود ۲٫۵ برابر افزایش یافته بود (با فاصله اطمینان ۹۵٪) از جمله داده‌های فلوجه منجر به بیش از ۲۹۸۰۰۰مرگ و میر (95% CI) می‌شد. با ۲۰۰۰۰۰نفر در ۳درصد عراق در اطراف فلوجه متمرکز شده است (رابرتس و همکاران ص. ۵).

بر اساس این مقاله، خشونت عامل اکثر مرگ و میرهای اضافی بوده است، چه داده‌های فلوجه حذف شود یا نه. اگر داده‌های فلوجه گنجانده شود، حملات هوایی ائتلاف عامل اصلی این مرگ و میرهای خشونت‌آمیز خواهد بود. این مطالعه به این نتیجه رسید که: «مرگ‌های خشونت‌آمیز گسترده بود، در ۱۵ مورد از ۳۳ خوشه گزارش شد و عمدتاً به نیروهای ائتلاف نسبت داده شد.» و «خشونت عامل بیشتر مرگ و میرها و حملات هوایی نیروهای ائتلاف بیشترین مرگ و میرهای خشونت‌آمیز را به خود اختصاص داده است.» این مطالعه تخمین می‌زند که خطر مرگ به‌ویژه در اثر خشونت در عراق در طول دوره پس از تهاجم، تقریباً ۵۸ برابر بیشتر از دوره قبل از جنگ بود، با CI95 8.1-419، به این معنی که احتمال ۹۷٫۵ درصد وجود دارد که خطر مرگ ناشی از خشونت پس از تهاجم حداقل ۸٫۱ برابر بیشتر از قبل است. نیوزدی گزارش داد:
شایع‌ترین علل مرگ و میر قبل از حمله به عراق سکته قلبی، سکته مغزی و سایر بیماری‌های مزمن بود. با این حال، پس از تهاجم، خشونت به عنوان علت اصلی مرگ ثبت شد و عمدتاً به نیروهای ائتلاف نسبت داده شد با حدود ۹۵درصد از این مرگ‌ها ناشی از بمب‌ها یا شلیک هلیکوپترها.

### انتقادات و انتقادات متقابل
برخی از انتقادات بر فواصل اطمینان نسبتاً وسیع 95%(CI95)متمرکز شده‌اند که ناشی از دشواری و کمبود منابع قابل اعتماد است.
لیلا گوترمن، پس از نوشتن یک مقاله طولانی در ژانویه ۲۰۰۵ درگاهنامه آموزش عالی، مقاله کوتاهی در مجله بررسی روزنامه‌نگاری کلمبیا نوشت که بیان داشت: «با حدود ده آمارشناس زیستی و متخصص مرگ و میر تماس گرفتم. هیچ‌یک از آنها با روش‌های مطالعه یا نتیجه‌گیری آن مخالفت نکردند. دانشمندان به من گفتند که در هر صورت، نویسندگان در برآوردهای خود محتاط بوده‌اند. با تماس سریع با یک آمارگیر، خبرنگاران متوجه می‌شوند که این احتمال یک منحنی زنگی را تشکیل می‌دهد احتمال اینکه تعداد مرگ‌ها در هر دو انتهای محدوده کاهش یابد بسیار کم است. احتمال اینکه نزدیک وسط بیفتد بسیار زیاد بود.»
یک بیانیه وزیران که در ۱۷ نوامبر ۲۰۰۴ توسط دولت بریتانیا نوشته شد، بیان کرد: «دولت نتیجه‌گیری مرکزی خود را [مطالعه] نمی‌پذیرد»، زیرا ظاهراً با ارقام منتشر شده توسط وزارت بهداشت عراق، بر اساس ارقام جمع‌آوری شده توسط بیمارستان‌ها، مطابقت ندارد. که می‌گوید بین ۵ آوریل ۲۰۰۴ تا ۵ اکتبر ۲۰۰۴، ۳۸۵۳ غیرنظامی کشته و ۱۵۵۱۷نفر مجروح شدند.
برخی از منتقدان گفته‌اند که نویسندگان مطالعه لنست قادر به بازدید از مناطق نمونه‌ای که به‌طور تصادفی انتخاب شده‌اند، نبودند. با این حال، نویسندگان این مطالعه در مصاحبه ای در برنامه رادیویی «این زندگی آمریکایی» می‌گویند که آنها هرگز مناطق مختلف و در دسترس تر را جایگزین نکرده‌اند و هرمکانی که به‌طور تصادفی در ابتدای مطالعه انتخاب شده است به‌طور کامل بررسی شده است. با وجود خطر مرگ برای نقشه برداران.
منتقدان مطالعه لنست به مشکلات دیگری در دستیابی به آمار دقیق در یک منطقه جنگی اشاره کرده‌اند. نویسندگان این مطالعه به راحتی این نکته را تصدیق کرده و مشکلات موجود در مقاله را یادداشت می‌کنند. به عنوان مثال، آنها بیان می‌کنند که «می‌تواند یک دسته‌بندی چشمگیر از مرگ و میرها در جنگ‌هایی وجود داشته باشد که بسیاری از آنها در اثر بمباران می‌میرند». آن‌ها همچنین گفتند که داده‌هایی که پیش‌بینی‌هایشان بر اساس آن‌ها است، «دقت محدود» است، زیرا کیفیت اطلاعات به دقت مصاحبه‌های خانوار مورد استفاده برای مطالعه بستگی دارد.
نتایج این مطالعه از نظر سیاسی حساس بود، زیرا تعداد تلفات سنگین می‌تواند سوالاتی را در مورد توجیهات بشردوستانه در آستانه انتخابات ریاست‌جمهوری ایالات متحده ایجاد کند.منتقدان به زمان‌بندی گزارش اعتراض کردند و مدعی شدند که این گزارش با عجله تهیه و منتشر شده است، علیرغم آنچه از نظر آنها کیفیت پایین آن برای تحت تأثیر قرار دادن رای‌دهندگان ایالات متحده است. در مورد این موضوع، لس رابرتز اظهار داشت: «من آن را در ۳۰ سپتامبر ایمیل کردم، به شرطی که قبل از انتخابات منتشر شود. انگیزه من از این کار این بود که انتخابات را منحرف نکنم. انگیزه من این بود که اگر این موضوع در طول مبارزات انتخاباتی آشکار شود، هر دو نامزد مجبور شوند متعهد شوند که از جان غیرنظامیان در عراق محافظت کنند. من با جنگ مخالف بودم و هنوز فکر می‌کنم که جنگ ایده بدی بود، اما فکر می‌کنم علم ما از دیدگاه ما فراتر رفته است.»

### انتشارات لنست مربوط به نقد
- ۲۰ نوامبر ۲۰۰۴.انتقاد و پیشنهادهای توسط داور همتا شیلا برد، واحد آمار زیستی شورای تحقیق‌های پزشکی، کمبریج CB2 2SR، بریتانیا، رئیس گروه کاری انجمن آماری سلطنتی در مورد نظارت بر عملکرد در خدمات عمومی. روش علمی را "به طور کلی به خوبی توصیف می‌کند و به راحتی قابل تکرار است" می‌خواند، اما می‌گوید: "[p]توجه کلی به روش برای انتخاب تصادفی مکان (های) خوشه(ها) در استان‌ها مورد نیاز است. رابرتز و همکارانش این را خیلی موجز توصیف می‌کنند. پیشنهاد می‌کند اطلاعات اضافی درج شود تا ضرب‌کننده‌های دقیق‌تری (برای به دست آوردن تخمین نهایی) اعمال شود. مثالی از شرایط فرضی شامل اطلاعات گفته شده در مورد مرگ و میر ناشی از حملات هوایی و آسیب‌های جانبی، که تحت آن شمارش بیش از حد ممکن است به دلیل تغییرات تراکم جمعیت در بین نمایش‌های خوشه ای رخ دهد، بحث می‌کند.[۱۵]
- ۲۶ مارس ۲۰۰۵. نقد استفن آپفلروث، گروه آسیب‌شناسی، کالج پزشکی آلبرت اینشتین. از «چند تکنیک نمونه‌گیری مشکوک که قبل از انتشار باید به‌طور کامل بررسی می‌شد» انتقاد می‌کند و چندین نقص را فهرست می‌کند، از جمله یک «کشنده»، که «در چنین شرایطی، چندین نقطه نمونه تصادفی در هر منطقه جغرافیایی مورد نیاز است، نه یک نقطه در هر۷۳۹۰۰۰. اشخاص حقیقی.»[۱۶]
- ۲۶ مارس۲۰۰۵. پاسخ توسط لس رابرتز و همکاران. به آپفلروث نقص‌ها را تصدیق می‌کند، اما می‌گوید «یافته‌های کلیدی بهداشت عمومی این مطالعه علی‌رغم این عدم دقت، قوی هستند. این یافته‌ها عبارتند از: نرخ مرگ و میر بالاتر پس از تهاجم. افزایش ۵۸برابری مرگ و میر ناشی از خشونت که آن را به علت اصلی مرگ تبدیل می‌کند. و بیشتر مرگ و میرهای خشونت‌آمیز ناشی از حملات هوایی نیروهای ائتلاف است. چه تعداد واقعی تلفات۹۰۰۰۰ یا۱۵۰۰۰۰باشد، این سه یافته راهنمایی کافی برای درک اینکه چه اتفاقی برای کاهش تلفات غیرنظامیان باید بیفتد را ارائه می‌دهد… قبل از انتشار، مقاله توسط بسیاری از مقامات پیشرو در آمار و بهداشت عمومی مورد بررسی انتقادی قرار گرفت و پیشنهادهای آنها در مقاله گنجانده شد. آمار تلفات تخمین زده شده توسط مطالعه ما در واقع نادقیق است و کسانی که به حقوق بین‌الملل و سوابق تاریخی علاقه‌مند هستند نباید به مطالعه ما بسنده کنند. ما آپفلروث و دیگران را تشویق می‌کنیم تا تلاش‌های ما را بهبود بخشند. در این میان، ما احساس می‌کنیم که این مطالعه و همچنین تنها بررسی نمونه منتشر شده دیگری که در این زمینه می‌شناسیم، به خشونت نیروهای ائتلاف به عنوان عامل اصلی مرگ اشاره می‌کند و به ما یادآوری می‌کند که تعداد کشته‌های عراقی قطعاً بسیار است. برابر بیشتر از آنچه که با روش‌های نظارت غیرفعال یا در حساب‌های مطبوعاتی گزارش شده است.»[۱۷]

### پاسخ‌های دیگر به انتقاد
گاهنامه آموزش عالی همچنین مقاله ای نوشت که در آن به تفاوت‌های استقبال از نظرسنجی در مطبوعات عمومی در مورد نحوه استقبال از آن در جامعه علمی پرداخت.
کلیم مک فرسون، اپیدمیولوژیست، در ۱۲ مارس ۲۰۰۵ مجله پزشکی بریتانیا می‌نویسد: دولت این بررسی و تخمین‌های آن را غیرقابل اعتماد رد کرد؛ تا حدی به دلیل اینکه برون یابی آماری از نمونه‌ها نامعتبر بود. نادقیق هستند، اما تا حدی مشخص. اینها تخمین‌های منحصربه‌فردی از یک نظرسنجی بی‌علاقه است که در خطرناک‌ترین شرایط اپیدمیولوژیک انجام شده است. از این رو، تخمین‌ها، تا جایی که می‌توانند پیش بروند، بعید به نظر می‌رسد که جانبدارانه باشند، حتی اجازه بازگرداندن فلوجه را بدهند. اشتباه گرفتن عدم دقت با تعصب غیرقابل توجیه است."

## مطالعه دوم (۲۰۰۶)
مطالعه دوم توسط برخی از همان نویسندگان در اکتبر ۲۰۰۶ در لنست منتشر شد.
ما تخمین می‌زنیم که بین ۱۸ مارس۲۰۰۳ و ژوئن۲۰۰۶ ،۶۵۴٬۹۶۵ (۳۹۲٬۹۷۹–۹۴۲٬۶۳۶) عراقی بیشتر از آنچه که بر اساس نرخ مرگ و میر خام قبل از تهاجم در نتیجه تهاجم ائتلاف انتظار می‌رفت جان خود را از دست داده‌اند. از این تعداد مرگ و میر، تخمین می‌زنیم که ۶۰۱٬۰۲۷ (۴۲۶٬۳۶۹–۷۹۳٬۶۶۳) به دلیل خشونت بوده است.
در صورت صحت، این ارقام به معنای مرگ متوسط ۵۰۰ نفر در روز یا ۲٫۵درصد از جمعیت عراق در این دوره خواهد بود.

مقاله ۱۱ اکتبر۲۰۰۶ واشینگتن پست گزارش می‌دهد:
این نظرسنجی بین ۲۰مه و ۱۰ژوئیه[۲۰۰۶] توسط هشت پزشک عراقی که از طریق دانشگاه مستنصریه در بغداد سازماندهی شده بودند، انجام شد. آنها از ۱۸۴۹خانوار که به‌طور تصادفی انتخاب شده بودند بازدید کردند که هر کدام به‌طور میانگین هفت عضو داشتند. از یک نفر در هر خانوار در مورد مرگ و میر در ۱۴ماه قبل از حمله و در دوره پس از حمله سؤال شد. مصاحبه‌کنندگان در ۸۷درصد مواقع گواهی فوت می‌خواستند. زمانی که آنها این کار را انجام دادند، بیش از ۹۰درصد خانواده‌ها گواهینامه تولید کردند.
لنست: 
تنها ۴۷خوشه از ۵۰خوشه مورد نظر در این تحلیل گنجانده شدند. در دو نوبت، ارتباط نادرست منجر به عدم بازدید از خوشه‌ها در مثنی و دهوک شد و در عوض در سایر استان‌ها گنجانده شد. در واسیت، ناامنی باعث شد که تیم نزدیک‌ترین منطقه جمعیتی بعدی را مطابق با پروتکل مطالعه انتخاب کند. بعداً مشخص شد که این مکان دوم در واقع آن سوی مرز در استان بغداد بوده است؛ بنابراین، این سه خوشه بد نسبت داده شده حذف شدند و نمونه نهایی ۱۸۴۹خانوار در ۴۷خوشه به‌طور تصادفی انتخاب شده باقی ماند.
نویسندگان لنست محاسبات خود را بر اساس نرخ مرگ و میر اضافی پس از حمله ۷٫۸/۱۰۰۰ در سال استوار کردند. میزان مرگ و میر قبل از حمله ۵٫۵ در هر ۱۰۰۰ نفر در سال بود (۹۵٪ فاصله اطمینان (CI): 4.3-7.1)، در مقایسه با ۱۳٫۳ در هر ۱۰۰۰ نفر در سال (۱۰٫۹–۱۶٫۱) در ۴۰ ماه پس از حمله." جدول ۳ را در مقاله لنست ببینید. تعداد جمعیت مورد استفاده در محاسبه در ضمیمه لنست گزارش شده است: «پیش‌بینی‌های مرگ‌ومیر در تخمین‌های سال۲۰۰۴ جمعیت میانی (۲۶۱۱۲۳۵۳) مناطق مورد بررسی (که شامل استان‌های مثنی و دهوک نمی‌شوند، اعمال شد. از طریق تخصیص نادرست حذف شده است) تا پیش بینی‌های مرگ و میر ایجاد شود."
از ۶۲۹مرگ تأیید شده و ثبت شده در میان نمونه ای متشکل از ۱۸۴۹خانوار که شامل حدود ۱۲۸۰۱نفر در زمان بررسی بود، ۱۳ درصد در ۱۴ماه قبل از تهاجم و ۸۷درصد در ۴۰ماه پس از آن رخ داده است. جمعیت مورد مطالعه در ابتدای دوره یادآوری (اول ژانویه ۲۰۰۲) ۱۱۹۵۶نفر محاسبه شد و در مجموع ۱۴۷۴تولد و ۶۲۹مرگ در طول دوره مورد مطالعه گزارش شد.
این مطالعه به این نتیجه رسید که میزان مرگ و میر به ازای هر ۱۰۰۰نفر جمعیت در سال در دوره قبل از حمله ۵٫۵(محدوده ۴٫۳–۷٫۱، با استفاده از فاصله اطمینان 95%CI) و در دوره پس از تهاجم 13.3(95% CI،۱۰٫۹–۱۶٫۱). بنابراین میزان مرگ و میر بیش از حد در دوره قبل از حمله ۷٫۸به ازای هر ۱۰۰۰نفر در سال بود که مرگ خشونت‌آمیز ۹۲درصد از افزایش میزان مرگ و میر را تشکیل می‌داد.
واشینگتن پست:«بر اساس نتایج این نظرسنجی، جراحات ناشی از شلیک گلوله باعث ۵۶ درصد از مرگ‌های خشونت‌آمیز، با بمب‌گذاری‌های خودروها و انفجارهای دیگر باعث ۱۴ درصد مرگ‌ها می‌شود. پاسخ دهندگان گفتند که از مرگ‌های خشونت باری که پس از تهاجم رخ داده است، ۳۱ درصد ناشی از نیروهای ائتلاف یا حملات هوایی بوده است.
نتایج مطالعه افزایش نرخ مرگ و میر را در طول دوره‌های پس از تهاجم نشان می‌دهد، با نرخ مرگ و میر اضافی برای ژوئن۲۰۰۵-ژوئن۲۰۰۶ از ۱۴٫۲ (۹۵٪ فاصله اطمینان (CI)، ۸٫۶–۲۱٫۵) تقریباً ۵٫۵برابر میزان مرگ و میر اضافی برای مارس۲۰۰۳-آوریل. ۲۰۰۴ از 2.6 (95% CI،۰٫۶–۴٫۷). مطالعه۲۰۰۶ همچنین تخمینی را برای دوره ۱۸ ماهه پس از تهاجم (مارس۲۰۰۳ تا سپتامبر۲۰۰۴) از۱۱۲۰۰۰مرگ(۹۵٪ فاصله اطمینان (CI, 69000-155000) ارائه می‌دهد. نویسندگان نتیجه‌گیری می‌کنند، «بنابراین، داده‌های ارائه شده در اینجا، مطالعه ما در سال۲۰۰۴ را تأیید می‌کند، که به‌طور محافظه کارانه مرگ و میر بیش از ۱۰۰۰۰۰نفر را تا سپتامبر۲۰۰۴ تخمین زده است.»
نویسندگان این واقعیت را که تخمین آنها بیش از ده برابر بیشتر از برآوردهای دیگر است، مانند برآورد پروژه شمارش بدن عراق (شمارش بدن عراق) و برآوردهای وزارت دفاع ایالات متحده، «غیرمنتظره» توصیف کردند و گفتند که این یک اتفاق رایج در درگیری است. موقعیت‌ها آنها گفتند: «به غیر از بوسنی، ما نمی‌توانیم هیچ موقعیت درگیری را پیدا کنیم که در آن نظارت غیرفعال بیش از ۲۰ درصد از مرگ‌ها را با روش‌های مبتنی بر جمعیت اندازه‌گیری کند. در چندین شیوع، بیماری و مرگ ثبت‌شده با روش‌های مبتنی بر تسهیلات، در مقایسه با تخمین‌های مبتنی بر جمعیت، رویدادها را با ضریب ده یا بیشتر دست‌کم گرفتند. بین سال‌های۱۹۶۰ و ۱۹۹۰، گزارش‌های روزنامه‌ها از مرگ‌های سیاسی در گواتمالا به درستی بیش از ۵۰درصد از مرگ‌ها را در سال‌های خشونت کم گزارش کردند، اما کمتر از ۵درصد در سال‌های بیشترین خشونت را گزارش.

### واکنش‌های رسمی
یک مقاله ۱۲ اکتبر۲۰۰۶ سانفرانسیسکو کرونیکل گزارش داد:
بوش گفت: "ششصد هزار یا هر چیزی که آنها حدس می‌زنند، درست است، قابل اعتماد نیست." در دسامبر[۲۰۰۵]، بوش تخمین زد که ۳۰۰۰۰عراقی در جنگ کشته شده‌اند. بوش در کنفرانس خبری در پاسخ به این سؤال که فکر می‌کند این رقم اکنون چقدر است، گفت: "من در کنار این آمار هستم که بسیاری از مردم بی گناه جان خود را از دست داده‌اند." در نشست جداگانه پنتاگون، ژنرال جورج کیسی، فرمانده ارشد ایالات متحده در عراق، گفت که این رقم «به نظر بسیار فراتر از هر رقمی است که من دیده‌ام. من عددی بالاتر از ۵۰۰۰۰ندیدم. و بنابراین من اصلاً به آن اعتبار چندانی نمی‌دهم."
دولت بریتانیا نیز نتایج پژوهشگران را رد کرد. در انجام این کار، به توصیه مشاور علمی ارشد وزارت دفاع، سر روی اندرسون، که این مطالعه را "محکم" و روش‌های ادعا شده آن را "نزدیک به "بهترین عملکرد" در این زمینه خوانده بود، اشاره ای نکرد. مشکلات جمع‌آوری و راستی‌آزمایی داده‌ها در شرایط کنونی عراق»، در یک یادداشت داخلی در روز انتشار مطالعه، مورخ ۱۳ اکتبر 2006.

### انتقادات
پروژه شمارش بدن عراق (IBC)، که یک پایگاه داده از مرگ‌های غیرنظامی گزارش‌شده را گردآوری می‌کند، از برآورد لنست از ۶۰۱۰۰۰مرگ خشونت‌آمیز از برآورد لنست که ۶۵۴۹۶۵کل مرگ‌های اضافی مربوط به جنگ بود،انتقاد کرده است. مقاله ای در اکتبر۲۰۰۶ توسط شمارش بدن عراق استدلال می‌کند که تخمین لنست مشکوک است "به دلیل نتیجه‌گیری بسیار متفاوتی که توسط یک نظرسنجی تصادفی خانوار دیگر، بررسی شرایط زندگی عراق 2004 (ILCS)، با استفاده از روشی قابل مقایسه، اما به طور قابل توجهی بهتر توزیع شده و بسیار بزرگتر به دست آمده است. نمونه." شمارش بدن عراق همچنین چندین "پیامدهای تکان دهنده" را برشمرده است که اگر گزارش لنست دقیق باشد، درست خواهد بود، به عنوان مثال "نیم میلیون گواهی فوت توسط خانواده‌هایی دریافت شده است که هرگز به طور رسمی به عنوان صادر نشده ثبت نشده‌اند" و ادعا می‌کند که این "پیامدهای شدید و غیر محتمل" و "شکست کامل سازمان‌های محلی یا خارجی در توجه و پاسخ به تخریب یک مرد بالغ". جمعیت در مناطق کلیدی شهری" برخی از دلایل متعددی است که آنها در برآوردهای این مطالعه تردید دارند. شمارش بدن عراق بیان می‌کند که این پیامدها «تصورات افراطی» را تشکیل می‌دهند. اظهارات بعدی در مقاله ای در سال۲۰۱۰ توسط شمارش بدن عراق می‌گوید که «ارقام بسیار اغراق‌آمیز تعداد کشته‌ها» در گزارش لنست در سال۲۰۰۶ توسط تحقیق‌های اخیر منتشر شده «به‌طور جامع بی‌اعتبار شده است».
جان پدرسن از مؤسسه فافو و مدیر تحقیق‌های بررسی ILCS، که تقریباً ۲۴۰۰۰ (۹۵٪ فاصله اطمینان (CI 18000-29000)مرگ ومیر ناشی از جنگ در عراق تا آوریل۲۰۰۴ را تخمین زد، نسبت به نرخ پایین مرگ و میر قبل از جنگ ابراز نگرانی کرد. در مطالعه لنست و در مورد توانایی نویسندگان آن برای نظارت صحیح بر مصاحبه‌ها همان‌طور که در سرتاسر عراق انجام می‌شد استفاده شد. از پدرسن نقل شده است که او فکر می‌کند اعداد لنست "بالا و احتمالاً بسیار زیاد است." من چیزی نزدیک به ۱۰۰۰۰۰را قبول می‌کنم، اما ۶۰۰۰۰۰خیلی زیاد است."
دباراتی گوها ساپیر، مدیر مرکز تحقیق‌های اپیدمیولوژی بلایای طبیعی در بروکسل، در مصاحبه ای با Nature.com گفته است که تیم برنهام اعداد "پرور" را منتشر کرده‌اند که روند تخمین تعداد مرگ و میر را "بی اعتبار" می‌کند."چرا آنها این کار را انجام می‌دهند؟" او می‌پرسد. این به خاطر انتخابات است.». با این حال، یک هفته بعد، یک مصاحبه‌کننده دیگر تصویر سنجیده‌تری از انتقادات او ترسیم می‌کند: «او نگرانی‌های روش‌شناختی دربارهٔ این روزنامه دارد، از جمله استفاده از افراد محلی - که ممکن است با اشغال مخالف باشند - به عنوان مصاحبه‌گر. او همچنین خاطرنشان می‌کند که نتیجه با نتایجی که در ۱۵ سال مطالعه مناطق درگیری ثبت کرده است، مطابقت ندارد. او می‌گوید حتی در دارفور، جایی که گروه‌های مسلح کل روستاها را از بین برده‌اند، محققان این ۵۰۰ روستا را ثبت predominately [کذا]. مرگ‌های خشونت‌آمیز روزانه که تیم جانز هاپکینز تخمین می‌زند در عراق رخ می‌دهد. اما به‌طور کلی Guha-Sapir می‌گوید که این مقاله حاوی بهترین داده‌ها در مورد میزان مرگ و میر در عراق است." مقاله بعدی توسط دباراتی گوها ساپیر و اویور دگومی برای مرکز تحقیقات اپیدمیولوژی بلایای طبیعی به بررسی جزئیات داده‌های لنست می‌پردازد.نتیجه می‌گیرد که لنست تلفات را بیش از حد تخمین زده است و تعداد کشته‌های مربوط به جنگ به احتمال زیاد حدود ۱۲۵۰۰۰ نفر برای دوره تحت پوشش مطالعه لنست بوده است، و با تصحیح اشتباهات در تخمین لنست در سال ۲۰۰۶ و مثلث‌بندی با داده‌های شمارش بدن عراق و ILCS به نتایج خود می‌رسد.
بث آزبورن داپونته، جمعیت‌شناس که به دلیل برآوردهای مرگ و میر در جنگ اول خلیج فارس شناخته شده است، بررسی لنست وسایر منابع را در مقاله ای برای بررسی بین‌المللی صلیب سرخ ارزیابی می‌کند. درمیان سایر انتقادات، داپونته قابلیت اطمینان تخمین‌های پیش از جنگ مورد استفاده درمطالعه لنست را برای استخراج تخمین «مرگ‌های اضافی» و تأیید اخلاقی این نظرسنجی زیر سؤال می‌برد. او نتیجه می‌گیرد که معتبرترین اطلاعات موجود تا به امروز توسط بررسی سلامت خانواده عراق، بررسی شرایط زندگی عراق و شمارش بدن عراق ارائه شده است.
خبرنگار برزو درگاهی عراق برای لس آنجلس تایمز، در مصاحبه با پی‌بی‌اس، این مطالعه را بر اساس تحقیق‌های قبلی آنها در عراق زیر سؤال برد و گفت: "خب، ما فکر می‌کنیم - لس آنجلس تایمز فکر می‌کند این اعداد بسیار بزرگ هستند، بسته به گسترده بودن. تحقیق‌هایی که انجام دادیم در اوایل سال جاری، در حدود ژوئن، گزارش حداقل در ماه ژوئن منتشر شد، اما این گزارش هفته‌ها قبل از آن انجام شد. ما به سردخانه‌ها، گورستان‌ها، بیمارستان‌ها، مقامات بهداشتی رفتیم و تا آنجا که می‌توانستیم آمار اجساد واقعی را جمع‌آوری کردیم و تعداد ما در حدود ژوئن حدود ۵۰۰۰۰ نفر بود. و این نوع برخورد با برخی از گزارش‌های خبری که در آنجا منتشر شده بود، انباشت گزارش‌های خبری، از نظر تعداد کشته شدگان. سازمان ملل می‌گوید که حدود ۳۰۰۰ نفر در ماه کشته می‌شوند. که با اعداد ما و با شماره سردخانه همخوانی دارد. این تعداد ۶۰۰۰۰۰ کشته یا بیشتر از آغاز جنگ، بسیار دور از نمودار ماست.»
برآورد لنست در اکتبر ۲۰۰۶ نیز با انتقاد دولت عراق مواجه شد. علی دباغ، سخنگوی دولت گفت: این رقم که در واقعیت هیچ مبنایی ندارد، اغراق‌آمیز است. علی الشمری، وزیر بهداشت عراق نیز در نوامبر ۲۰۰۶ دیدگاه مشابهی ارائه کرد: «از سه سال و نیم از زمان تغییر رژیم صدام، برخی می‌گویند که ما ۶۰۰۰۰۰ کشته داریم. این یک عدد اغراق‌آمیز است. من فکر می‌کنم ۱۵۰ خوب است."
مقاله ای در سال ۲۰۱۰توسط مایکل اسپاگات با عنوان "مشکلات اخلاقی و یکپارچگی داده‌ها در دومین بررسی لنست مرگ و میر در عراق" در مجله معتبر دفاع و اقتصاد صلح منتشر شد. این مقاله استدلال می‌کند که چندین "نقض اخلاقی برای پاسخ دهندگان نظرسنجی" وجود داشته است، نویسندگان مطالعه به دلیل "عدم افشای پرسشنامه نظرسنجی، فرم ورود داده‌ها، تطبیق داده‌ها با هویت مصاحبه گر ناشناس با خانواده‌ها و طرح نمونه" اشتباهاتی را ارائه می‌دهند، و ارائه می‌کند شواهد مربوط به جعل و جعل داده‌ها، که در ۹دسته کلی قرار می‌گیرند." این مقاله نتیجه می‌گیرد که بررسی لنست،"نمی توان کمک قابل اعتماد یا معتبری در زمینه آگاهی در مورد میزان مرگ و میر در عراق از سال۲۰۰۳ در نظر گرفت."

### بررسی انجمن آمریکایی برای تحقیقات افکار عمومی از بررسی دومین لنست
در ۳ فوریه ۲۰۰۹، شورای اجرایی انجمن آمریکایی برای تحقیق‌های افکار عمومی (AAPOR) اعلام کرد که یک تحقیق ۸ ماهه نشان می‌دهد نویسنده نظرسنجی لنست در سال ۲۰۰۶، گیلبرت برنهام، قوانین و مقررات اخلاق حرفه‌ای انجمن را نقض کرده است. به دلیل امتناع مکرر از افشای حقایق اساسی در مورد تحقیق‌های خود. مری لوش، رئیس کمیته استانداردهای انجمن گفت: «برنهام تنها اطلاعات جزئی ارائه کرد و به صراحت از ارائه اطلاعات کامل در مورد عناصر اساسی تحقیق خود خودداری کرد. رئیس انجمن آمریکایی برای تحقیقات افکار عمومی، ریچارد کولکا، افزود:
هنگامی که محققین نتایج مهمی می‌گیرند و اظهارات و استدلال‌های عمومی را بر اساس داده‌های تحقیق پیمایشی بیان می‌کنند، و متعاقباً از پاسخ دادن به سؤالات اساسی در مورد چگونگی انجام تحقیق‌های خود سرباز می‌زنند، این امر استانداردهای اساسی علم را نقض می‌کند، به‌طور جدی بحث عمومی باز در مورد موضوعات مهم را تضعیف می‌کند، و اعتبار همه نظرسنجی‌ها و تحقیق‌های افکار عمومی را تضعیف می‌کند. این نگرانی‌ها اساس استانداردها و کدهای حرفه ای انجمن آمریکایی برای تحقیقات افکار عمومی در طول تاریخ ما بوده است، و زمانی که این اصول به وضوح نقض شده است، آگاه کردن مردم از این تخلفات بخشی جدایی ناپذیر از مأموریت و ارزش‌های ما به عنوان یک سازمان حرفه ای است.
انجمن آمریکایی برای تحقیقات افکار عمومی متعاقباً فهرست دقیق‌تری از هشت قطعه خاص از اطلاعات را منتشر کرد که برنهام پس از درخواست‌های مکرر موفق به افشای آن نشد. اینها شامل یک کپی از پرسشنامه نظرسنجی به تمام زبان‌هایی است که به آن ترجمه شده است، بیانیه رضایت، اطلاعات روش‌شناسی انتخاب نمونه و خلاصه ای از وضعیت همه موارد نمونه.
نه برنهام و نه دانشکده بهداشت عمومی جانز هاپکینز بلومبرگ عضو انجمن آمریکایی برای تحقیقات افکار عمومی نیستند. تیم پارسونز، مدیر روابط عمومی مدرسه بلومبرگ در بیانیه‌ای رسمی نوشت که مدرسه در موقعیتی نیست که دربارهٔ یافته‌های انجمن آمریکایی برای تحقیقات افکار عمومی اظهارنظر کند، زیرا مدرسه عضوی از سازمان نیست و نمی‌داند چه رویه‌ها یا استانداردهایی وجود دارد. در تصمیم‌گیری در مورد این مطالعه دنبال شد." پارسونز همچنین خاطرنشان کرد که مدرسه در حال تکمیل تحقیق‌های خود در مورد این مطالعه است.

حداقل یک مقاله در انتقاد از تصمیم انجمن آمریکایی برای تحقیقات افکار عمومی برای محکوم کردن برنهام نوشته شده است. دبورا مک‌کنزی، که در نیو ساینتیست می‌نویسد، گفت: «هیچ مدرک مستقیمی وجود ندارد که نشان دهد حمله اخیر به برنهام انگیزه‌های سیاسی داشته است»، اما هدف اعلام‌شده انجمن آمریکایی برای تحقیقات افکار عمومی، «اطمینان از اینکه تحقیق‌های مبتنی بر نظرسنجی مطابق با استانداردهای بالا باشد»، خود «توسط زیر سؤال رفته است. کارشناسان." که مک‌کنزی نامی از آن نمی‌برد.
طبق تحقیق‌های نیو ساینتیست برنهام داده‌ها و روش‌های خود را برای سایر محققان ارسال کرده است که آن‌ها را کافی می‌دانند. سخنگوی دانشکده بهداشت عمومی بلومبرگ در جان هاپکینز، جایی که برنهام در آنجا کار می‌کند، می‌گوید که مدرسه به او توصیه کرده است که داده‌های خود را به انجمن آمریکایی برای تحقیقات افکار عمومی ارسال نکند، زیرا این گروه هیچ اختیاری برای قضاوت در مورد تحقیق‌های ندارد. می‌گوید: «تالار صحیح» ادبیات علمی است.
به گفته مک‌کنزی، «داده‌های کامل برنهام، از جمله جزئیات خانواده‌ها، در صورت درخواست در دسترس محققان با حسن نیت است». او همچنین خاطرنشان کرد که مجله خود انجمن آمریکایی برای تحقیقات افکار عمومی،فصلنامه افکار عمومی، «تحلیلی از نظرسنجی برنهام در عراق توسط دیوید مارکر از وستات، یک شرکت مشاوره در مریلند که نظرسنجی‌ها را طراحی می‌کند،منتشر کرد.»

انجمن آماری آمریکا متعاقباً در حمایت از اقدامات انجام شده توسط انجمن آمریکایی برای تحقیقات افکار عمومی نوشت:
می‌دانیم که با انجام این اقدام، خود را مورد انتقاد قرار داده‌اید. از طرف انجمن آماری آمریکا، مایلیم انجمن آمریکایی برای تحقیقات افکار عمومی را به دلیل پیروی از رویه و عمل حرفه ای در مورد چنین موضوع دشوار و تفرقه انگیزی به رسمیت بشناسیم. با انجام این کار، شما با اعمال خود اهدافی را که در کد خود بیان شده است، بیان می‌کنید.
در ۱ فوریه ۲۰۱۰، مدرسه بلومبرگ و برنهام برای این نامگذاری شدند
جایزه سنگ زنی/ پوشش در ده جایزه برتر اخلاق رسانه در سال ۲۰۱۰، که عمدتاً بر اساس محکومیت انجمن آمریکایی برای تحقیقات افکار عمومی است. نویسندگان دیوید دبلیو مور و جورج اف بیشاپ می‌نویسند که بلومبرگ و برنهام جایزه را دریافت کردند،"به دلیل سنگ اندازی در مواجهه با سؤالات جدی در مورد یک پروژه بررسی ناقص، که بیش از ۶۰۰۰۰۰کشته عراقی را از سال۲۰۰۳ تا۲۰۰۶ گزارش کرد."،"انجمن آمریکایی برای تحقیقات افکار عمومی نوع اطلاعاتی را که هر دانشمندی که این نوع کار را انجام می‌دهد باید منتشر کند… مکتب بلومبرگ سعی نخواهد کرد آنچه را که کارشناسان معتقدند تقریباً مطمئناً یک روش‌شناسی معیوب است ارزیابی کند و می‌گوید جامعه علمی باید ارزیابی را انجام دهد. اما پس از آن مدرسه به برنهام توصیه می‌کند که جزئیات روش‌های خود را منتشر نکند، بنابراین جامعه علمی نمی‌تواند اطلاعات مورد نیاز برای ارزیابی قطعی را داشته باشد. به نظر می‌رسد یک پلیس بیرون و یک Catch 22، همه به یک تبدیل شده‌اند!

### بررسی جانز هاپکینز در مورد بررسی دومین لنست
در فوریه ۲۰۰۹ دانشکده بهداشت عمومی بلومبرگ جانز هاپکینز نتایج یک بررسی داخلی این مطالعه را منتشر کرد. این بررسی نشان داد که محققان در این زمینه از فرم‌های جمع‌آوری داده‌ها استفاده می‌کنند که با فرم‌های تأیید شده در پروتکل اصلی متفاوت است. فرم‌های مورد استفاده در این زمینه حاوی فضایی برای نام پاسخ‌دهندگان یا صاحبان خانه بود و بسیاری از این نام‌ها برخلاف پروتکل جمع‌آوری شدند. در بیانیه مطبوعاتی آمده است که بررسی شواهدی پیدا نکرد که نشان دهد هیچ فردی در نتیجه این تخلفات آسیب دیده است و هیچ اطلاعات قابل شناسایی هرگز در اختیار محققان نبود. در نتیجه تحقیق‌های خود، هاپکینز امتیازات برنهام را برای خدمت به عنوان محقق اصلی در پروژه‌های مربوط به تحقیق در مورد موضوعات انسانی به حالت تعلیق درآورد.

بیانیه مطبوعاتی همچنین بررسی تمام فرم‌های اصلی جمع‌آوری داده‌ها را مورد بحث قرارداد:
بررسی تمام فرم‌های اصلی جمع‌آوری داده‌ها، که تعداد آن‌ها به بیش از ۱۸۰۰فرم می‌رسید، انجام شد که شامل بررسی توسط مترجم بود. اشکال اصلی در تنوع دستخط، زبان و نحوه تکمیل ظاهری اصالت دارند. اطلاعات موجود در فرم‌ها در برابر ۲ پایگاه داده عددی مورد استفاده در تجزیه و تحلیل‌های مطالعه تأیید شد. این پایگاه داده‌های عددی از آوریل۲۰۰۷ در دسترس محققان خارجی بوده و درصورت درخواست در اختیار آنها قرار گرفته است. برخی از خطاهای معمولی و جزئی در رونویسی شناسایی شد، اما آنها ازمتغیرهایی نبودند که بر تجزیه و تحلیل مرگ و میر اولیه مطالعه یا علل مرگ تأثیر بگذارد. بررسی به این نتیجه رسید که فایل‌های داده‌های مورد استفاده درمطالعه به‌طور دقیق اطلاعات جمع‌آوری‌شده دربررسی‌های میدانی اصلی را منعکس می‌کنند.

### تعداد خوشه‌ها
استیون ای. مور، که تحقیق‌های پیمایشی را در عراق برای مرجع موقت ائتلاف انجام داد و مشاور پل برمر برای مؤسسه بین‌المللی جمهوری‌خواه بود، در سرمقاله ۱۸ اکتبر۲۰۰۶ در وال استریت ژورنال، مطالعه لنست را به سخره گرفت. در مطلبی با عنوان «۶۵۵۰۰۰مرده جنگ؟ مور در یک مطالعه ساختگی در مورد تلفات عراق نوشت: «من یک دبیرستان را بررسی نمی‌کنم، نه کمتر از کل کشور، تنها با استفاده از ۴۷نقطه خوشه‌ای. نه هیچ‌کس دیگری"

گیلبرت برنهام در ۲۰ اکتبر ۲۰۰۶ پاسخ داد:
آقای مور روش‌شناسی ما را زیر سؤال نبرد، بلکه تعداد خوشه‌هایی را که برای ایجاد یک نمونه معرف استفاده کردیم، زیر سؤال برد. مطالعه ما از ۴۷خوشه ۴۰خانواری به صورت تصادفی انتخاب شده استفاده کرد. آقای مور در نقد خود توجهی نکرد که نمونه نظرسنجی ما شامل ۱۲۸۰۱نفر بود که در ۴۷خوشه زندگی می‌کردند، که معادل یک نظرسنجی از ۳۷۰۰نفر است که به‌طور تصادفی انتخاب شده‌اند. به عنوان مقایسه، یک نظرسنجی ۳۷۰۰نفری تقریباً ۳برابر بزرگتر از میانگین نظرسنجی سیاسی ایالات متحده است که حاشیه خطای +/-۳٪را گزارش می‌کند.

### میزان مرگ و میر قبل از حمله
فرد کاپلان، که برای اسلیت می‌نویسد، از میزان مرگ و میر قبل از حمله مورد استفاده در هر دو بررسی لانست در سال۲۰۰۴ و ۲۰۰۶انتقاد کرده است.

او در مقاله ای در ۲۹ اکتبر۲۰۰۴ در اسلیت نوشت:
اما در این محاسبه دو مشکل وجود دارد. اول، داپونته (که سال‌ها آمار جمعیت عراق را مطالعه کرده است) این یافته را زیر سؤال می‌برد که مرگ و میر قبل از جنگ ۵ مرگ در هر ۱۰۰۰ نفر بود. بر اساس داده‌های کاملاً جامع جمع‌آوری‌شده توسط سازمان ملل، نرخ مرگ و میر عراق از سال ۱۹۸۰ تا ۱۹۸۵٬۸٫۱ در هر ۱۰۰۰ نفر بود. از سال ۱۹۸۵ تا ۹۰، سال‌های منتهی به جنگ خلیج‌فارس ۱۹۹۱، این نرخ به ۶٫۸ در هر ۱۰۰۰ کاهش یافت. بعد از سال ۹۱، اعداد تیره‌تر هستند، اما به وضوح افزایش پیدا کردند. آنها در سال ۲۰۰۲ هر چه بودند، تقریباً به‌طور قطع بالاتر از ۵ در ۱۰۰۰ بودند.
همچنین بمقاله مرتبط در مورد بث داپونته مراجعه کنید:

فرد کاپلان در مقاله اسلیت در ۲۰ اکتبر۲۰۰۶ نوشت که میزان مرگ و میر قبل از حمله محاسبه شده توسط نویسندگان گزارش لنست در سال۲۰۰۶ نیز بسیار پایین بود. او گفت که این باعث می‌شود تخمین لنست از مرگ و میر بیش از حد از زمان تهاجم بسیار بالا باشد. فرد کاپلان نوشت:
بر اساس بررسی‌های خانوارها، این گزارش تخمین می‌زند که درست قبل از جنگ، نرخ مرگ و میر در عراق۵٫۵ در هر ۱۰۰۰ نفر بود. (یعنی از هر ۱۰۰۰ نفر، ۵٫۵ نفر در سال جان خود را از دست می‌دهند) نتایج همچنین نشان می‌دهد که در سه سال و نیمی که از شروع جنگ می‌گذرد، این نرخ به ۱۳٫۳ در هر۱۰۰۰ رسیده است؛ بنابراین، «مرگ‌های اضافی» به ۷٫۸ (۱۳٫۳ منهای ۵٫۵) در هر ۱۰۰۰ می‌رسد. آنها از این رقم به تخمین ۶۵۵۰۰۰ مرگ و میر برسند. با این حال، طبق داده‌های سازمان ملل، بر اساس بررسی‌های انجام شده در آن زمان، نرخ مرگ و میر قبل از حمله عراق ۱۰ در هر ۱۰۰۰ بود.
در مقاله اسلیت در ۲۰ نوامبر ۲۰۰۶٬۲ نفر از نویسندگان مطالعه لنست، گیلبرت برنهام و لس رابرتز، می‌نویسند:
طبق آمار سازمان ملل، کاپلان ادعا می‌کند که این نرخ واقعاً ۱۰بوده است. او نوشت: «اگر نرخ پیش از تهاجم عراق واقعاً۵٫۵ در۱۰۰۰ بود، تقریباً از همه کشورهای خاورمیانه و بسیاری از کشورهای اروپایی کمتر بود». این فقط اشتباه است! اگر کاپلان آمارهای نرخ مرگ و میر سازمان ملل را بررسی کرده بود، اکثر کشورهای خاورمیانه واقعاً نرخ مرگ و میر کمتری نسبت به اکثر کشورهای اروپایی دارند و در واقع نرخ مرگ و میر کمتر از ۵٫۵ است. نرخ مرگ و میر در اردن۴٫۲، ایران۵٫۳ و سوریه۳٫۵ است. دلیل کاهش نرخ ساده است: اکثر کشورهای خاورمیانه در مقایسه با اکثر کشورهای غربی جمعیت بسیار جوان تری دارند.
از مقاله ۱۹ اکتبر۲۰۰۶ واشینگتن پست این وجود دارد:
در یک مصاحبه تلفنی، جان پدرسن، مدیر تحقیق برای مطالعه [UNDP] در سال۲۰۰۴، گفت که عوامل متعددی احتمالاً یافته‌های متفاوت محققان را نشان می‌دهند. یکی از مسائل کلیدی این است که چگونه محققان از مرگ‌های شناسایی شده در تحقیق‌های میدانی خود به تعداد مرگ و میر در کل کشور تعمیم می‌دهند. پدرسن خاطرنشان کرد که مطالعه لنست بر اساس نرخ مرگ و میر قبل از حمله ۵٫۵ مرگ در هر هزار نفر [در سال] است. او گفت که سازمان ملل از رقم ۹ مرگ در هر هزار نفر استفاده کرده است. او خاطرنشان کرد، برون‌گیری از نرخ پایین‌تر مرگ‌ومیر قبل از حمله منجر به افزایش بیشتر مرگ‌ومیرهای پس از حمله می‌شود.
«نرخ مرگ و میر قبل از تهاجم» سازمان ملل متحد در بالا به میزان ۹مرگ در ۱۰۰۰ نفر در سال، بیشتر از میزان مرگ و میر سال۲۰۰۲ یا۲۰۰۳ است که توسط هر دو مطالعه لنست اندازه‌گیری شده است.
حتی اگر مطالعات لانست در سال‌های۲۰۰۴ و۲۰۰۶ با مجموعه‌های مختلفی از خانواده‌ها در سراسر عراق مصاحبه کرد، آنها به همان نرخ مرگ و میر قبل از جنگ در سال۲۰۰۲ رسیدند. از مقاله لنست در سال۲۰۰۶: «شباهت قابل توجه بین تخمین های۲۰۰۴ و۲۰۰۶مرگ و میر قبل از جنگ، نگرانی‌ها در مورد توانایی افراد برای یادآوری دقیق مرگ‌ها در یک دوره ۴ساله را کاهش می‌دهد.»

در اینجا گزیده‌ای از مکمل به مطالعه لنست در سال۲۰۰۶ آمده است:
به منظور تجزیه و تحلیل، داده‌های ۴۰ماهه نظرسنجی به سه دوره مساوی مارس۲۰۰۳ تا آوریل۲۰۰۴ تقسیم شدند. می۲۰۰۴ تا می۲۰۰۵ و ژوئن۲۰۰۵ تا ژوئن۲۰۰۶. پس از تهاجم، میزان مرگ و میر هر سال افزایش یافت.
- "پیش از حمله: ۵٫۵مرگ در ۱۰۰۰در سال
- مارس۲۰۰۳ تا آوریل۲۰۰۴: ۷٫۵ مرگ/۱۰۰۰ /سال
- مه ۲۰۰۴ تا مه ۲۰۰۵: ۱۰٫۹ مرگ در ۱۰۰۰ نفر در سال
- ژوئن ۲۰۰۵ تا ژوئن ۲۰۰۶: ۱۹٫۸ مرگ در هر ۱۰۰۰ نفر در سال
- کل پس از حمله: ۱۳٫۲ مرگ در ۱۰۰۰ در سال

تفاوت بین میزان مرگ و میر قبل از حمله و نرخ‌های مختلف مرگ و میر پس از حمله، میزان مرگ و میر اضافی برای هر دوره است. جدول ۳در مقاله لنست این نرخ‌ها را به صورت ۲٫۶٬۵٫۶ و ۱۴٫۲ فهرست می‌کند. چرا نرخ مرگ و میر اضافی برای ژوئن۲۰۰۵ تا ژوئن۲۰۰۶ به جای۱۴٫۳ بعنوان ۱۴٫۲فهرست شده است، ممکن است به دلیل نحوه گرد کردن باشد. نرخ کلی مرگ و میر اضافی برای کل دوره بررسی پس از حمله به عنوان ۷٫۸مرگ در۱۰۰۰/سال در جدول۳ ذکر شده است.
تفاوت بین نرخ مرگ و میر قبل از حمله لانست و سازمان ملل متحد ۳٫۵ مرگ در ۱۰۰۰نفر در سال است. مطالعه لنست از تعداد۲۶۱۱۲۳۵۳ (از مکمل لنست) به عنوان جمعیت عراق استفاده کرد. ۳٫۵ضربدر ۲۶۱۱۲ برابر است با ۹۱۳۹۲. بنابراین ۳٫۵مرگ در ۱۰۰۰ نفر در سال به معنای حدود ۹۱۴۰۰ مرگ در یک سال در جمعیت ۲۶٫۱ میلیون نفری است.

### نرخ مرگ و میر نوزادان و کودکان
در مقاله ای در ۵ مارس 2007 در تایمز، مایکل اسپگات، اقتصاددان می‌گوید که در گزارش لنست در سال ۲۰۰۶، یافته گیج کننده ای وجود دارد که مرگ و میر کودکان کاهش یافته است.
مقاله بی‌بی‌سی در ۲۵ مه 2000 گزارش داد که قبل از اعمال تحریم‌های عراق توسط سازمان ملل در سال۱۹۹۰، مرگ و میر نوزادان بین سال های۱۹۸۴ تا۱۹۸۹ به ۴۷در هر۱۰۰۰ تولد کاهش یافته بود. این در مقایسه با حدود۷ در هر۱۰۰۰ در بریتانیا است." مقاله بی‌بی‌سی از مطالعه‌ای در دانشکده بهداشت و پزشکی استوایی لندن با عنوان «تحریم‌ها و مرگ‌ومیر کودکان در عراق» گزارش می‌دهد که در مه ۲۰۰۰ در مجله پزشکی لنست منتشر شد.
مقاله بی‌بی‌سی در سال۲۰۰۰ گزارش داد که پس از اعمال تحریم‌های سازمان ملل پس از حمله عراق به کویت در سال۱۹۹۰، «آنها دریافتند که در جنوب و مرکز عراق، مرگ و میر نوزادان بین سال‌های۱۹۹۴ تا۱۹۹۹ به۱۰۸ در هر۱۰۰۰ افزایش یافته است، در حالی که مرگ و میر کودکان شامل موارد بین یک سال و پنج سال از ۵۶به ۱۳۱در هر۱۰۰۰ موشک.
مقاله بی‌بی‌سی در سال۲۰۰۰ نیز گزارش داد: «با این حال، دریافت که مرگ و میر نوزادان و کودکان در منطقه خودمختار، عمدتاً کردنشین در شمال کشور، در واقع کاهش یافته است، که شاید منعکس‌کننده توزیع مطلوب‌تر کمک‌ها در آن منطقه باشد».
مطالعات تحت حمایت سازمان ملل که پس از سال۲۰۰۳ انجام شد، نشان داد که ارقام قبلی مرگ و میر کودکان در جنوب/مرکز عراق (که توسط دولت صدام ارائه شده بود) بیش از دوبرابر افزایش یافته بود و نرخ مرگ و میر کودکان در آن مناطق حتی کمتر از نرخ در این مناطق شمال عراق بود.
تحریم‌های سازمان ملل در ۲۲ مه۲۰۰۳ (با استثنائات خاص مربوط به تسلیحات) پایان یافت.

### ۴۰ خانه در روز بررسی می‌شود
مادلین هیکس، روان‌پزشک و محقق بهداشت عمومی در کینگز کالج لندن در بریتانیا، می‌گوید که «به سادگی نمی‌تواند» ادعای این روزنامه را باور کند که ۴۰ خانه متوالی در یک روز بررسی شده است. او می‌گوید: «به سادگی زمان کافی در روز وجود ندارد، بنابراین باید به این نتیجه برسم که حداقل برای برخی از این مصاحبه‌ها چیز دیگری در حال انجام است. او می‌گوید خانواده‌ها ممکن است «توسط کسی آماده شده باشند، برای گزارش‌دهی سریع آماده شده باشند،» که «موضوع سوگیری را مطرح می‌کند.»

مقاله ای در ۲۴ اکتبر۲۰۰۶ گاردین این پاسخ را از گیلبرت برنهام نویسنده مطالعه لنست گزارش می‌کند:
دیگران پیشنهاد کرده بودند که بررسی ۴۰خانوار در یک روز غیرممکن است اما در واقع محققان به دو تیم تقسیم شدند و هر کدام با ۲۰خانواده مصاحبه کردند.
مقاله بی‌بی‌سی در ۳۰ اکتبر۲۰۰۶ این پاسخ را از نویسنده مطالعه لنست، لس رابرتز گزارش می‌کند:
در عراق در سال۲۰۰۴، بررسی‌ها حدود دو برابر بیشتر طول کشید و معمولاً یک تیم دو نفره حدود سه ساعت طول می‌کشید تا با یک خوشه ۳۰خانه ای مصاحبه کنند. یک خوشه روستایی را به یاد دارم که حدود شش ساعت طول کشید و بعد از تاریک شدن هوا برگشتیم. با این وجود، نگرانی‌های هیکس معتبر نیست زیرا چندین روز یک تیم در سال۲۰۰۴ با دو خوشه مصاحبه کرد.
1. 1 2 3 4  "Study Claims Iraq's 'Excess' Death Toll Has Reached 655,000". By David Brown. Washington Post. 11 October 2006.
2. ↑  "UK Poll Consistent with 1 Million Extrapolation of Lancet Death Toll". By Robert Naiman (Just Foreign Policy). 14 September 2007. Huffington Post.
3. ↑  "Conflict Deaths in Iraq: A Methodological Critique of the ORB Survey Estimate" بایگانی‌شده  در ۱۹ ژوئیه ۲۰۱۱ توسط Wayback Machine By Michael Spagat and Josh Dougherty
4. ↑  "The Iraq deaths study was valid and correct", The Age, 21 October 2006
5. ↑  "CNN.com In-Depth Specials - Counting the dead in Congo". CNN. Archived from the original on 22 September 2006.
6. ↑  IRC | Mortality Study, Eastern D.R. Congo (April-May 2000) بایگانی‌شده  در ۶ آوریل ۲۰۰۵ توسط Wayback Machine
7. ↑   بایگانی‌شده  در ۱۹ ژوئن ۲۰۰۶ توسط Wayback Machine
8. 1 2  "100,000 Dead—or 8,000. How many Iraqi civilians have died as a result of the war?". By Fred Kaplan. 29 October 2004. Slate.
9. 1 2  "Researchers Who Rushed Into Print a Study of Iraqi Civilian Deaths Now Wonder Why It Was Ignored". By Lila Guterman. The Chronicle of Higher Education. 27 January 2005.
10. ↑  "Dead Iraqis. Why an Estimate was Ignored" بایگانی‌شده  در ۱ دسامبر ۲۰۰۵ توسط Wayback Machine. By Lila Guterman, Columbia Journalism Review, March/April 2005.
11. ↑  "News Foreign & Commonwealth Office". Fco.gov.uk. Retrieved 10 August 2010.
12. ↑  "320: What's In A Number? — 2006 Edition". 3 November 2006. Retrieved 27 August 2013.
13. 1 2  ABC News: ABC News بایگانی‌شده  در ۲ مارس ۲۰۰۵ توسط Wayback Machine
14. 1 2  "Scientists estimate 100,000 Iraqis may have died in war". USA Today. 28 October 2004. Retrieved 7 May 2010.
15. ↑  Bird, S (2004). "Military and public-health sciences need to ally". The Lancet. 364 (9448): 1831–1833. doi:10.1016/S0140-6736(04)17452-7. PMID 15555647.
16. ↑  Apfelroth, S (2005). "Mortality in Iraq". The Lancet. 365 (9465): 1133, author reply 1133–4. doi:10.1016/S0140-6736(05)71866-3. PMID 15794960.
17. ↑  Roberts, L; Burnham, G; Garfield, R (2005). "Mortality in Iraq". The Lancet. 365 (9465): 1133–1134. doi:10.1016/S0140-6736(05)71867-5.
18. ↑  McPherson K (2005). "Counting the dead in Iraq". BMJ. 330 (7491): 550–1. doi:10.1136/bmj.330.7491.550. PMC 554014. PMID 15760972.
19. ↑  "'Huge rise' in Iraqi death tolls". BBC News. 11 October 2006.
20. 1 2  "Critics say 600,000 Iraqi dead doesn't tally. But pollsters defend methods used in Johns Hopkins study". By Anna Badkhen. San Francisco Chronicle. 12 October 2006.
21. 1 2  Iraqi deaths survey 'was robust'. BBC News, 26 March 2007.
22. 1 2
23. ↑  "Reality checks: some responses to the latest Lancet estimates". By Hamit Dardagan, John Sloboda, and Josh Dougherty. Iraq Body Count project. 16 October 2006.
24. ↑  "Press Release 14 (16 Oct 2006)". Iraq Body Count. 16 October 2006. Retrieved 10 August 2010.
25. ↑  "Exaggerated claims, substandard research, and a disservice to truth".
26. ↑  "Jon Pedersen". Fafo.no. 2 February 1996. Archived from the original on 12 January 2005. Retrieved 10 August 2010.
27. 1 2  "Is Iraq's Civilian Death Toll 'Horrible' -- Or Worse?" بایگانی‌شده  در ۱۱ اکتبر ۲۰۱۰ توسط Wayback Machine. By Jefferson Morley, Washington Post, 19 October 2006.
28. ↑  Jim Giles. "Access: Huge Iraqi death estimate sparks controversy: Nature News". Nature.com. Retrieved 10 August 2010.
29. ↑  Giles, Jim (19 October 2006). "Iraqi death toll withstands scrutiny". Nature (به انگلیسی). 443 (7113): 728–729. Bibcode:2006Natur.443..728G. doi:10.1038/443728a. ISSN 0028-0836. PMID 17051169.
30. ↑  "1" (PDF). Archived from the original (PDF) on 13 June 2010. Retrieved 10 August 2010.
31. ↑  "Search results - Resource centre". International Committee of the Red Cross. Archived from the original (PDF) on 5 March 2021. Retrieved 30 April 2022.
32. ↑  NewsHour with Jim Lehrer (11 October 2006). "Online NewsHour: Update | Study Finds 655,000 Iraqi Deaths | October 11, 2006". PBS. Archived from the original on 14 March 2021. Retrieved 10 August 2010.
33. ↑  "War's Iraqi Death Toll Tops 50,000". Commondreams.org. Archived from the original on 17 March 2010. Retrieved 10 August 2010.
34. ↑  "Iraq toll report 'exaggerated'". Adelaide Now. Archived from the original on 15 May 2015.
35. ↑  «KOTV.com - The News On 6». www.kotv.com. دریافت‌شده در ۲۰۲۵-۰۲-۲۲.
36. ↑  Spagata, Michael (2010). "Ethical and Data-Integrity Problems in the Second Lancet survey of Mortality in Iraq". Defence and Peace Economics. 21 (1): 1–41. doi:10.1080/10242690802496898.
37. ↑  "Nondisclosure Cited in Iraq Casualties Study". By Gary Langer. 4 February 2009. ABC News.
38. ↑  "Author of shocking Iraq study accused of bad ethics | Top stories |  Chron.com - Houston Chronicle". www.chron.com (به انگلیسی). Retrieved 2025-02-22.
39. ↑  "AAPOR Finds Gilbert Burnham in Violation of Ethics Code". Aapor.org. Archived from the original on 2009-02-10. Retrieved 2010-08-10.
40. ↑  "Executive Council, American Association for Public Opinion Research February 13, 2009" (PDF). Archived from the original (PDF) on 7 October 2009.
41. ↑  "Nondisclosure Cited in Iraq Casualties Study — ABC News". Abcnews.go.com. 4 February 2009. Retrieved 10 August 2010.
42. 1 2  MacKenzie, Debora. What is behind criticism of Iraq deaths estimate?, New Scientist. 9 February 2009.
43. ↑  "Letter to AAPOR President Kulka". Archived from the original (PDF) on 24 February 2021. Retrieved 2010-08-10.
44. ↑  "2010 Top Ten Dubious Polling Awards". February 1, 2010. "iMediaEthics."
45. ↑  Review Completed of 2006 Iraq Mortality Study. 23 February 2009. Johns Hopkins Bloomberg School of Public Health.
46. ↑  "655,000 War Dead? A bogus study on Iraq casualties". By Steven E. Moore. 18 October 2006. Wall Street Journal.
47. ↑  "Response to the Wall Street Journal's "655,000 War Dead?"". Archived from the original on March 8, 2008. Retrieved 2007-10-04.. By Gilbert Burnham. October 20, 2006. Johns Hopkins Bloomberg School of Public Health.
48. ↑  "Estimates of deaths in first war still in dispute". By Jack Kelly. Pittsburgh Post-Gazette. 16 February 2003.
49. ↑  "Number Crunching. Taking another look at the Lancet's Iraq study". By Fred Kaplan. October 20, 2006. Slate.
50. ↑  "Counting Corpses. The Lancet number crunchers respond to Slate's Fred Kaplan. (And Kaplan replies)". By Gilbert Burnham and Les Roberts. November 20, 2006. Slate.
51. ↑  "Could 650,000 Iraqis really have died because of the invasion?" بایگانی‌شده  در ۲۳ مه ۲۰۱۱ توسط Wayback Machine. By Anjana Ahuja. The Times. 5 March 2007.
52. ↑  "Child death rate doubles in Iraq". BBC. 25 May 2000.
53. ↑  Ali MM, Shah IH (2000). "Sanctions and childhood mortality in Iraq". Lancet. 355 (9218): 1851–7. doi:10.1016/S0140-6736(00)02289-3. PMID 10866440.
54. ↑  Centre for Population Studies. DFID Reproductive Health Work Programme بایگانی‌شده  در ۱۰ ژوئن ۲۰۰۷ توسط Wayback Machine. Lists bibliographic details for article, "Sanctions and childhood mortality in Iraq".
55. ↑  Spagat, Michael (September 2010). "Truth and death in Iraq under sanctions". Significance. 7 (3): 116–120. doi:10.1111/j.1740-9713.2010.00437.x.
56. ↑  "Security Council Resolution 1483. May 22, 2003". Globalpolicy.org. Retrieved 10 August 2010.
57. ↑  Bohannon J (2006). "Epidemiology. Iraqi death estimates called too high; methods faulted". Science. 314 (5798): 396–7. doi:10.1126/science.314.5798.396. PMID 17053114.
58. ↑  "UK scientists attack Lancet study over death toll". By Sarah Boseley. 24 October 2006. The Guardian.
59. ↑  Lancet author answers your questions". October 30, 2006. BBC.